# María de Jesús Patricio Martínez

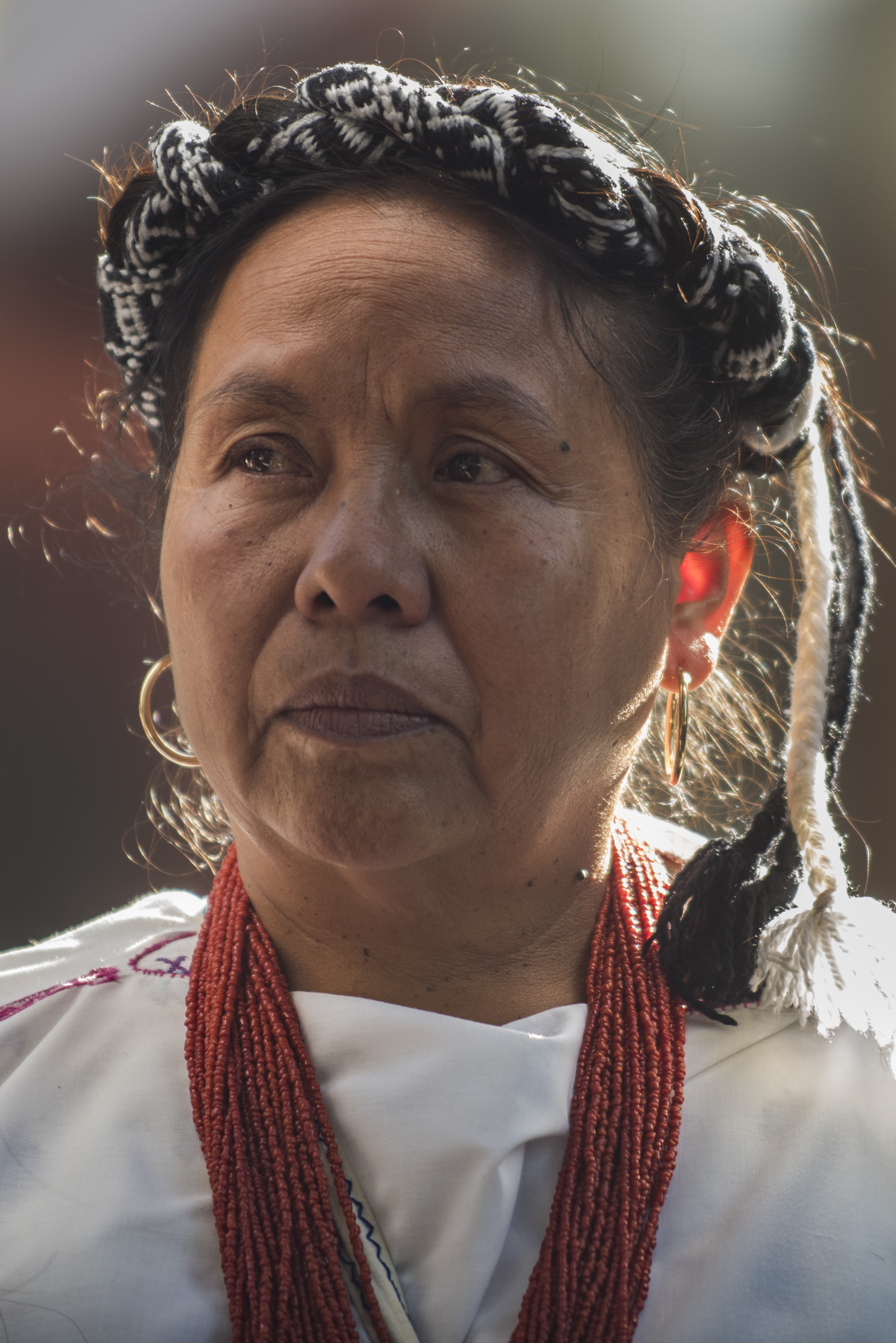
María de Jesús Patricio Martínez, 2017

María de Jesús Patricio Martínez (* 23. Dezember 1963 in Tuxpán, auch bekannt als Marichuy) ist eine mexikanische Ärztin und erste indigene Präsidentschaftskandidatin für die Präsidentschaftswahl 2018.
María ist eine ethnische Nahua und Menschenrechtsaktivistin. Sie betreibt ein Zentrum für traditionelle Medizin der Nahua in Tuxpán. 
Am 28. Mai 2017 wurde sie vom Kongress der Indigenen (Congreso Nacional Indígena) nominiert. Die Zapatistische Armee der Nationalen Befreiung unterstützt die Kandidatur.